# Nagrada Sklada Borisa Kidriča
Nagrade Sklada so se podeljevale za pomembna znanstvena dela, ki so bila objavljena v preteklem letu. Nagrade je podeljeval Sklad Borisa Kidriča.

## Zgodovina
Posledica spremembe načina nagrajevanja objavljenih znanstvenoraziskovalnih del s Kidričevimi nagradami v letu 1961 je bila, da se je od tega leta naprej podeljevala le ena sama Kidričeva nagrada za najboljša objavljena znanstvena dela in začela se je podeljevati nova nagrada imenovana Nagrada Sklada za pomembna znanstvena dela, ki so bila objavljena v preteklem letu. Tako kot pri Kidričevih nagradah, je tudi pri teh nagradah o nagrajencih odločal Upravni odbor Sklada Borisa Kidriča.
Nagrade Sklada so se podeljevale od leta 1961 do leta 1991.

## Nagrajenci

### 1961
V letu 1961 so bile podeljene štiri Nagrade Sklada:
Na področju družbenih ved:
- Janez Stanovnik za delo Strukturalne promene u svetskoj privredi

Na področju tehniških ved:
- Milovan Goljevšček za delo Problematika dimenzioniranja ventilacij temeljnih izpustov dolinskih pregrad v luči najnovejših dognanj«
- France Avčin za delo Nekaj nerodnih dilem s področja magnetnega polja

Na področju naravoslovnih ved:
- Jože Lazar za delo Alge Slovenije – seznam sladkovodnih vrst in ključ za določanje

### 1962
Podeljenih je bilo 5 nagrad:
- Jože Juhart za knjigo Civilno procesno pravo FLRJ
- Miha Tišler za razpravo o raziskavah tavtometrije organskih žveplovih spojin
- Franc Mikuž za knjigo Koruza v Sloveniji in njeni hibridi
- Marij Pleničar za razpravo Stratigrafski razvoj krednih plasti na južnem Primorskem in Notranjskem
- Milan Hamrl za razpravo O pogojih nastanka premogišč na Krasu

### 1963
Na področju tehničnih in naravoslovnih ved:
- Jože Slivnik, Branko Brčič, Bogdan Volavšek, Jože Marsel, Vinko Vrščaj, Andrej Šmalc, Boris Frlec in Anton Zemljič za delo Ueber die Synthese von XeF6 (Sinteza ksenonovega heksafluorida)
- Miloš Marinček za razpravo The effect of residual stresses and inhomogenity on deformability and compression instability of metals bars (Vpliv zaostalih napetosti in nehomogenosti na deformabilnost in tlačno nestabilnost kovinskih palic)

Na področju družbenih ved:
- Bogo Grafenauer za delo Kmečki upori na Slovenskem
- Ivan Lavrač za delo Tražnja u ekonomskoj analizi Alfreda Marshalla
- Luc Menaše za delo Avtoportret v zahodnem slikarstvu
- Mirko Rupel za delo Primož Trubar - življenje in delo
- Fran Zwitter s sodelovanjem Jaroslava Šidaka in Vese Bogdanova za delo Nacionalni problemi v habsburški monarhiji

### 1964
Na področju tehničnih in naravoslovnih ved:
- skupina raziskovalcev Laboratorija za mehaniko tal: nosilec skupine Lujo Šuklje ter sodelavca Ivan Sovinc in Silvan Vidmar za dela, ki so obsežena v sedmih publikacijah
- Rajko Pavlovec za razpravo Stratigrafski razvoj starejšega paleogena v južnozahodi Sloveniji
- Feliks Lobe za razpravo Pomen cikličnih krivulj za zobnike

Na področju naravoslovnih in medicinskih ved:
- Nada Pipan za delo Elektronskomikroskopske preiskave o učinkovanju žarkov na fetalni pankreas
- Vilko Masten za delo Vzroki sušenja razcvetij in kabrnokov vinske trte v Sloveniji

Na področju družbenih ved:
- Dušan Moravec za delo Vezi med slovensko in češko dramo
- Pavel Blaznik za delo Urbarij freisinške škofije

### 1965
Na področju tehničnih ved:
- Ludvik Gyergyek za delo Analogni  računalnik za sintezo linearnih električnih vezij v časovnem prostoru
- Ivan Mlakar za delo Vloga postrudne tektonike pri iskanju novih orudenih con na območju Idrije

Na področju naravoslovnih in medicinskih ved:
- Miro Brzin, Milan Kovič in Srečko Oman za delo Magnetna tehtnica - ponirek
- Ivka Munda za razpravo: Water and electrolyte exchange in the brown algae Ascephyllum nodosum, Fucus Vesiculosus L. and Fucus ceranoides
- Boris Sket za razpravo Vzhodna skupin rakov Monolistrini
- Alojz Šercelj za razpravo Razvoj wuermske in holocenske gozdne vegetacije v Sloveniji

Na področju družbenih ved:
- Josip Korošec za delo Danilo in danilska kultura
- Viktor Korošec za delo Klinopisno pravo
- Janez Stanovnik za delo Dežele v razvoju v svetovnem gospodarstvu
- Marijan Zadnikar za delo  Znamenja na Slovenskem

### 1966
Na področju naravoslovnih in medicinskih ved:
- Janez Banič za delo Poskusi s transplantacijo kosti na psu
- Jože Bole za delo Rodova Ancylus O. F. Muell. in Acroloxus Beck (Gastropoda, Basommatophora) v podzemeljskih vodah Jugoslavije
- Miran Brinar za delo Bukove rase in diferencijacija različkov glede nekaterih fizioloških in tehnoloških lastnosti
- Bronka Brzin za serijo člankov, v katerih obravnava vplive fizikalnih in kemičnih faktorjev na morfologijo bakterij
- Dušan Mlinšek za delo Rdeči bor v vzhodni Sloveniji
- Anton Ramovš in Vanda Kochansky Devide za delo Razvoj mlajšega paleozoika v okolici Ortneka na Dolenjskem

Na področju družbenih ved:
- Lavo Čermelj za delo Slovenci in Hrvatje pod Italijo med obema vojnama
- Ferdo Gestrin za delo Trgovina slovenskega zaledja s primorskimi mesti od 13. do konca 16. stoletja
- Janko Pleterski za delo Narodna in politična zavest na Koroškem
- Zvonimir Tanko za delo Pomen temeljnih pojmov o produkcijskih odnosih

### 1967
Na področju tehniških ved:
- Evgen Kansky za deli Potenciometrična metoda za študij tankih naparjenih plasti in Potenciometriske metode u vakuumskoj tehnici

Na področju naravoslovnih in medicinskih ved:
- Andrej Martinčič za delo Elementi mahovne flore Jugoslavije ter njihova horološka in ekološka problematika
- Štefan Sušec Michieli za delo Spektralna občutljivost insektov
- Dragica Turnšek za delo Zgornjejurska hidrozojska favna iz južne Slovenije

Na področju družbenih ved:
- Dušan Biber za delo Nacizem in Nemci v Jugoslaviji 1933—1941
- Nace Šumi za delo Arhitektura XVI. stoletja na Slovenskem

### 1968
Na področju tehniških ved:
- skupina raziskovalcev: Davorin Dolar, Drago Leskovšek, Savo Lapanje s sodelovanjem Srečko Oman, Jože Škerjanc, Franc Gubenšek in Štefan Kovač za 7 publikacij, ki eksperimentalno in teoretično obravnavajo termodinamske in kinetske lastnosti raztopin elektrolitov in polielektrolitov
- avtorjema Miha Furlan in Drago Lebez s sodelovanjem Marija Jericijo, Lojze Suhar, Igor Kregar, Majda Kopitar, Vlado Cotič in Vito Turk za 15 publikacij s področja celičnih proteinaz

Na področju naravoslovnih in medicinskih ved:
- Milan Dimitrijevič za delo, zajeto v treh razpravah: Uporabnost fizioloških mehanizmov pri električnem upravljanju ohromelih okončin, Nekateri vzroki spastičnosti in Analiza kitnega refleksa v spastičnosti
- Matija Gogala za delo Spektralna občutljivost dvojnih oči mrežokrilca Ascalaphus macaronius
- Drago Meze za delo Gornja Savinjska dolina, Nova dognanja o geomorfološkem razvoju pokrajine

Na področju družbenih ved:
- Angelos Baš za delo Gozdni in žagarski delavci na južnem Pohorju v dobi kapitalistične izrabe gozdov
- Alfonz Gspan za delo Anton Tomaž Linhart, njegova doba, življenje in delo

### 1969
Na področju tehniških ved:
- Sergej Pahor za razpravi Albedo in Milnejev problem za termalne neutrone in Večkratno sipanje in problem inverznega albeda

Na področju naravoslovnih in medicinskih ved:
- Dušan Kuščer za razpravo Zagorski terciar
- Slavica Šikovec za delo, zajeto v dveh razpravah Vpogled v sestavo avtohtone moštne mikroflore in Izolacija in determinacija grozdne in moštne mikroflore v Sloveniji
- Dušan Zavodnik za delo Dinamika litoralnega fitala na zahodnoistrski obali
- Lojze Žumer za knjigo Lesno gospodarstvo

Na področju družbenih ved:
- Tone Ferenc za deli Nacistična raznarodovalna politika v Sloveniji v letih 1941—1945 in Kapitulacija Italije in narodnoosvobodilna borba v Sloveniji jeseni 1943
- Boris Majer za delo Med znanostjo in metafiziko
- Vojan Rus za delo Sodobna filozofija med dialektiko in metafiziko

### 1970
Na področju biotehniških in medicinskih ved:
- Maks Wraber za delo Fitogeografski položaj in fitogeografska razčlenitev Slovenije
- Ivan Možina za delo Raziskovanje lesa velikega jesena
- Anton Pogačnik za delo Antropološke in morfološke karakteristike Ciganov v Prekmurju

Na področju družbenih ved:
- Ljubo Bavcon, Miloš Kobal, Lev Milčinski in Katja Vodopivec za delo Socialna patologija
- Marjan Britovšek za delo Revolucionarni idejni preobrat med prvo svetovno vojno
- Vladimir Pertot za delo Ekonomika mednarodne menjave v intervencionizmu

### 1971
Na področju tehniških ved:
- Lojze Vodovnik in sodelavci: Franjo Gračanin, Alojz Kralj, Tone Jeglič in Evgen Vavken za dela: Krmarjenje gibanja skeletnega členka z električno stimulacijo mišic, Električna stimulacija kot ortotično pomagalo: izkušnje in perspektiva in Sodobni koncept in klinična opazovanja nekaterih ortotičnih naprav, uporabljenih pri pacientih z zgornjo motonevronsko poškodbo
- Janez Strnad za članke: Pripomba na Trouton-Nobelov eksperiment, Težave z balističnim nihalom, Posplošitev Lorentzove transformacije, O problemu vzvoda v specialni relativnosti, Nadaljnji dokazi proti obstoju delcev, hitrejših od svetlobe, Problem ure v specialni relativnostni teoriji, O meritvi časa z izvedljivo atomsko uro in Nadaljnji komentarji za meritev časa z izvedljivo atomsko uro
- Marjan Senegačnik in sodelavci: Špela Paljk, Janez Kristan in Karel Južnič za delo Radiokemijsko določanje cezija 137, stroncija 89,90 in barija 140 v pepelu mleka in kosti, ki je zaključno delo v seriji petih člankov

Na področju biotehniških in medicinskih ved:
- Milan Lazar za delo Patogeneza in terapija tetanusa
- Marija Auersperg, Marjan Erjavec, Ivo Obrez in Marija Us Kraševec  za  delo Izkustva z intraarterialno kemoterapijo tumorjev na glavi in vratu
- Franc Erjavec, Peter Lenče, Marija Čarman Kržan, Metka Budihna in Milena Ban za delo Vpliv fizikalno-kemičnih lastnosti kardiotoničnih glikozidov na njihovo enteralno absorpcijo
- Jože Maček za delo Nekatere fiziološke ekološke lastnosti glive phoma glomerata (Corda) Wollenweber et Hochapfel

Na področju družbenih ved:
- Stane Krašovec za delo Človeštvo, kruh in lakota
- Veljko Rus za delo Človek, delo in strukture

### 1972
Na področju prirodoslovno-matematičnih ved:
- Savo Poberaj in sodelavec Igor Grabec za delo na področju fizike plazme s posebnim ozirom na deli: Theory of Wave-Mode Coupling of lonization Waves in Nor-Linear Interactions between lonization Waves and Sound Waves (Teorija sklapljanja ionizacijskih valov in Nelinearna interakcija med ionizacijskimi in zvočnimi valovi)
- Milan Schara in sodelavca Marjeta Šentjurc in Pavel Cevc za delo na področju elektronske paramagnetne resonance zajete v devetih publikacijah
- Branko Stanovnik za dela na področju kemije heterocikličnih spojin, objavljena v 11 člankih, ki so izšli večinoma v znanih inozemskih revijah
- Andrej Ažman in sodelavci: Branko Borštnik, Beno Lukman, Jože Koller, Andrej Ocvirk, Egon Zakrajšek in Matjaž Žaucer za dela na področju kemijske fizike, predvsem na elektronski korelaciji v molekularnih sistemih, teoriji tekočin ter razvoju in uporabi semiempiričnih metod molekularne kvantne mehanike, zajeta v 16 publikacijah, objavljenih v uglednih mednarodnih revijah
- Drago Kolar za delo s področja sinteze in karakterizacije visokotemperaturnih materialov, zajeto v 12 publikacijah

Na področju tehniških ved:
- Mirjan Gruden in Lojze Trontelj za znanstvene dosežke na področju teorije in aplikacije anizotropnih medijev v mikrovalovnih prenosnih sistemih
- Stanko Grafenauer, Jože Duhovnik in sodelavka Dragica Strmole za delo Prispevki k raziskavam wengenske metalogene dobe

Na področju biotehniških in medicinskih ved:
- Jože Jeras in Ivica Tivadar za delo Der Einfluss der Gehirnreifung auf die klinischen Formen der epileptischen Anfälle im Kindesalter (Vpliv možganskega delovanja na klinične oblike epileptičnih napadov v otroškem obdobju)
- Ivan Lenart, Vera Lenart, Vinko Kambič za dela Klinični in histološki aspekti ter prognoza hiperplazij na laringalni sluznici, Notre classification des hyperplasies de 1, epithelium du larynx au point de vue prognostic, Quelques reflexion sur la structure de 1' epitherioma (Naša klasifikacija prekanceroz glede na prognozo raka grla, Naše ugotovitve o določenih strukturah raka)
- Jurij Senegačnik za dela Prispevek k študiju možnosti za fotometrično določanje koncentracij semenčic v ejakulatih bikovega semena, Otajanje v kroglicah zmrznjenega bikovega semena, Prispevek k študiju metabolizma v starajočem se konserviranem merjaščevem semenu
- Jože Štirn za delo Ecological Consequences of Marine Pollution (Ekološke posledice onesnaževanja morja)

Na področju družbenih ved:
- Anton Trstenjak za delo Oris sodobne psihologije
- Miroslav Stiplovšek za delo Šlandrova brigada
- Niko Kurent za delo Praznično leto Slovencev
- Bogo Grafenauer, Janko Pleterski, Ivan Tomšič, Lojze Ude in Fran Zwitter za delo Koroški plebiscit

### 1973
Na področju naravoslovno-matematičnih ved:
- Lado Kosta in sodelavci: Antony Byrne, Vladimir Zelenko, Peter Stegnar in Marjan Dermelj za dela s področja analitike živega srebra z metodo nevtronske aktivizacijske analize zajeta v sedmih publikacijah
- Anton Moljk, Jože Pahor in sodelavca Marjan Hribar in Alojz Kodre za dela Fluorescenčni pridelek lupine K za arzen, Fluorescenčni pridelek lupine K za argon, klor in žveplo, Fluorescenčni pridelek lupine K elementov z nizkim vrstnim številom, ki so bili določeni v plinskih vzorcih in Večžični števci
- Milan Čopič za delo Metoda integralske transformacije za povprečne nevtronske transportne lastnosti mreže

Na področju tehniških ved:
- Drago Ocepek za dela Tehnični pomen klasiranja v krogu mlin - hidrociklon, Nekaj problemov določanja premera drobnih zrn, Mlin klasifikator, tehnični in tehnološki problemi, Flotacijske lastnosti mehanično aktiviranih površin, Energija in efekti drobljenja
- Zoran Rant in Branko Gašperšič za delo Splošni diagram: temperatura - entalpija - eksergija za dimne pline
- Ivan Mlakar in Matija Drovenik za delo Strukturne in genetske posebnosti idrijskega rudišča

Na področju medicinskih in biotehniških ved:
- Vladimir Gregorovič in sodelavci: Ivan Jazbec, Franc Skušek in Leon Šenk za dela Poskus preprečevanja kronične vezikalne hematurgije goveda z dajanjem različnih mineralnih mešanic, Razširjenost kronične hlevske krvomočnosti govedi, Orlova praprot, povzročiteljica množičnih zastrupitev pri pitovnih teletih, Eksperimentalna zastrupljenost telet z orlovo praprotjo, zlasti glede na uporabnost krmil in nastila
- Amer Krivec za delo Mehanizirano nakladanje pri prevozu lesa

Na področju družbenih in humanističnih ved:
- Stojan Cigoj za delo Odškodninsko pravo Jugoslavije
- Ferdo Gestrin za delo Mitninske knjige 16. in 17. stoletja na Slovenskem
- Slavko Kremenšek za delo Slovensko študentovsko gibanje 1919 do 1941
- Alojzij Vadnal za delo Linearno programiranje

### 1974
Na področju naravoslovno-matematičnih ved:
- Igor Belič, Helena Sočič ter sodelavec Vili Kramer za dosežene rezultate pri biosinteznih raziskavah in posebej za deli Mikrobna dihidrogenacija tomatidina in Mikrobna dihidrogenacija dihidrotomatidina
- Matija Kregar, Peter Kump, Matej Pavšič, Vekoslav Ramšak, Peter Rupnik in Marko Vakselj za dela Analiza atenuiranega Dopplerjevega premika upoštevajoč proces diskretnega ustavljanja, Nov pristop k analizi merjenja atenuiranega Dopplerjevega premika in Analiza meritev atenuacije Dopplerjevega premika pri uporabi nizkostopenjskega procesa ustavljanja
- Miodrag V. Mihajlović, Mitja Rosina in sodelavca Norma Mankoč Borštnik in Desan Justin za dela s področja teoretične jedrske fizike, zajeta v publikacijah: Nov pristop h kolektivnim stanjem preko stanj delec-vrzel, Coulombov problem za sipalna stanja z metodo generatorske koordinate, Metoda generatorske koordinate za vezano stanje jeder in za reakcije

Na področju tehniških ved:
- Marko Kos za dela O nosilnostih čelnih zobnikov glede na zajedanje pri majhnih hitrostih, Tribološke razmere na zobnih bokih, Vpliv delovanja lokalnih napetosti na površinsko hrapavost in mazalne razmere zobnih bokov
- Anton Nosan za delo Termalni in mineralni izviri v Sloveniji
- Ljubo Žlebnik za delo Pleistocen Kranjskega, Sorškega in Ljubljanskega polja

Na področju medicinskih in biotehniških ved:
- Janez Brglez za delo Zajedavci in zajedavske bolezni sladkovodnih rib v Sloveniji
- Draga Černelč za raziskovanja in izsledke na področju alergologije, ki so podani predvsem v članku Rezultati kožnega testiranja s pršico Dermatofagoides farine pri alergičnih otrocih
- Mirko Leskošek za dela v zvezi s fertilizacijo travinja in njiv, ter posebej za članka Določitev mejnih vrednosti AL-metode, II. Kalij na travnikih, Eksperimenti s Thomasovim fosfatom v Jugoslaviji
- Miloš Pavlič za dela s področja biokemije, zajeta v publikacijah O naravi pospeševanja metan-sulfonilacije acetilholinesteraze, s tetraetilamonijem, O mehanizmu delovanja esteraznih centrov holinesteraze
- Jože Trontelj za tehtno delo s področja nevrofiziologije, zajeto v člankih Študij H-refleksa z elektromiografijo posamičnega vlakna, Študij H-odgovora z elektromiografijo posamičnega vlakna, F-odgovor facialnih mišic pri človeku in Prva komponenta mežikalnega refleksa pri človeku, opazovana na posamičnem facialnem motoričnem nevronu

Na področju družbenih in humanističnih ved:
- Pavel Blaznik za delo Škofja Loka in loško gospostvo
- Milica Kacin Wohinz za delo Primorski Slovenci pod italijansko zasedbo 1918—1921
- Ivan Komelj za delo Gotska arhitektura na Slovenskem
- Lino Legiša, Alfonz Gspan, Milko Matičetov, Franc Tomšič, Boris Merhar, Mirko Rupal, Anton Slodnjak, Joža Mahnič in Viktor Smolej za delo Zgodovina slovenskega slovstva
- Stanko Škerlj za delo Italijansko gledališče v Ljubljani v preteklih stoletjih

### 1975
Na področju prirodoslovno-matematičnih ved:
- Dušan Brajnik, Gabrijel Kernel s sodelavci: Darko Jamnik, Uroš Miklavžič, Aleš Stanovnik in Jože Šnajder za deli Fotonuklearne reakcije v 40 Ca, Metoda za določevanje fotonuklearnih presekov za posamezna stanja rezidualnih jeder pri zveznih izvorih žarkov gama
- Ljubo Golič in sodelavec Franc Lazarini za delo s področja rentgenske strukturne analize objavljeno v šestih publikacijah
- Kazimir Tarman za dela s področja živalske ekologije, zajeta v člankih Pomen oribatid v pedozoološki diagnostiki, Ekologija oribatid v Triglavskem parku, Oribatidna favna v poluiranih tleh in Vloga živalske komponente v ekosistemu

Na področju tehniških ved:
- Rafael Cajhen za dela s področja regulacijske tehnike
- Vladimir Jordan za razprave s področja hidromehanike turbostrojev in hidravličnih naprav
- Ančka Hinterlechner Ravnik za delo Pohorske metamorfne kamnine I in II
- Polde Leskovar za delo Identifikacija rezalnega procesa pri odrezavanju aluminijevih zlitin s transfernimi karakteristikami
- Franc Roethel za delo Prispevek k procesu notranjega brušenja s krmiljeno silo z uporabo tehnike naključnih procesov
- Zoran Seljak za delo Raziskava rezalnega procesa in njegove on-line identifikacije z uporabo teorije naključnih procesov

Na področju biotehniških in medicinskih ved:
- Štefan Adamič za delo s področja fiziološke biokemije, zajeto v 8 publikacijah
- Ernest Mayer za serijo člankov o polimorfizmu in endemizmu v flori Jugoslavije in nekaterih prispevkov o flori Jugoslavije oziroma Balkana
- Miha Likar, Primož Schauer in Helena Hren Vencelj za dela s področja virologije

Na področju družbenih in humanističnih ved:
- Franc Bernik za delo Pisma Franca Levca
- Ivan Gams za delo Kras
- Aleksander Jeločnik za delo Čenturska zakladna najdba
- Boris Paternu za delo Pogledi na Slovensko književnost I in II
- Igor Vrišer za delo Mesta in urbano omrežje v SR Sloveniji
- Katja Vodopivec, Milica Bergant, Miloš Kobal, Franc Mlinarič, Bronislav Skaberne in Vinko Skalar za delo Eksperiment v Logatcu

### 1976
Na področju prirodoslovno-matematičnih ved:
- Andrej Čadež za tri članke s področja splošne teorije relativnosti
- Branimir Borštnik za dela s področja molekulske dinamike, ki so bila objavljena v letu 1975, in z njimi povezana dela iz leta 1974
- Jože Škerjanc za štiri dela s področja raztopin sintetskih polielektrolitov
- Egon Pretner za delo Koleopterološka favna pećina i jama Hrvatske s historijskim pregledom istraživanja, Krš Jugoslavije 1973, 8(6): 101—239, Zagreb (izšlo leta 1974)

Na področju tehniških ved:
- Jože Hlebanja za delo na področju teorije ozobij s posebnimi oblikami bokov zob kot podaljšanimi cikloidami oz. odvalilnimi krivuljami
- Ciril Pelhan za delo s področja oksidacije sive litine, zajeto v štirih člankih
- Ivo Štrucl za delo Nastanek karbonatnih kamenin in cinkovo svinčene rude v anizičnih plasteh Tople (Geologija - razprave in poročila, 17. knjiga, 1974, str. 299-397)
- Janez Korenini, Rudolf Murn in Tomo Pisanski za publikacije in raziskave s področja diagnostike napak v digitalnih vezjih

Na področju biotehniških in medicinskih ved:
- Marijan Kordaš za delo s področja elektrofiziologije nevro-muskularnega prenosa, zajeto v 5 člankih, ki so izšli v zadnjih letih
- Tine Prevec za delo s področja klinične nevrofiziologije za 5 publikacij o objektivnih metodah v avdiologiji
- Alojz Kralj, Uroš Stanič in sodelavci: Ruža Ačimović Janežič, Tadej Bajd, Slobodan Grobelnik, Nuša Gros, Miroljub Kljajić in Amadej Trnkoczy za delo s področja kibernetičnih aspektov rehabilitacije hoje hromih pacientov s pomočjo večkanalne funkcionalne električne stimulacije, zajeto v več člankih
- Danica Tovornik za raziskovanje ekologije, zoogeografije, biologije in sistematike klopov in komarjev v zvezi s prenašanjem humanih virusnih infekcij

Na področju družbenih in humanističnih ved:
- Božidar Debenjak za delo V alternativi
- Bojan Čop za delo Indogermanska sklanjatev v luči indouralske primerjalne slovnice
- Vid Pečjak za delo Psihologija spoznavanja
- Matjaž Kmecl za delo Od pridige do kriminalke

### 1977
Na področju prirodoslovno-matematičnih ved:
- Boris Frlec za dosežke s področja sinteze in karakterizacije kriptonovih in ksenonovih fluoro-metalatov, objavljenih v letih 1975 in 1976
- Viktor Krašovec in Boris Navinšek z dosežke s področja faznih prehodov v zlitinah, mikrostrukture tankih plasti in površin, zajete v sedmih publikacijah
- Janez Stepišnik za razvoj novih metod za študij difuzije molekul, zajetih v šestih člankih, objavljenih v letih 1975 in 1976
- Cveto Klofutar in Špela Pajk za dosežke s področja fizikalne kemije raztopin zajete v 11 publikacijah, od katerih je bilo sedem objavljenih v letih 1975 in 1976
- Jože Koller za dosežke s področja kemijske fizike, zajete v 14 člankih, od teh 8 v letu 1976

Na področju tehniških ved:
- France Bremšak za dosežke s področja sistematske teorije avtomatske regulacije in računalniške simulacije, zajete v 14 člankih oziroma referatih
- Franc Vodopivec in Marin Gabrovšek za analize nekaterih fizikalno-metalurških zakonitosti v mikrolegiranih jeklih

Na področju biotehniških in medicinskih ved:
- Drago Mušič in Janez Batis za razpravo Življenje in delo J.M. Žagarja (Sagarja)
- Ljubica Kamarič za dosežke s področja patološke fiziologije, zajete v štirih člankih, objavljenih v letu 1975
- Franc Zagožen za tri dela s področja proučevanja ocene heterozisa in optimalne genetske strukture sintetičnih populacij, objavljenih v letih 1975 - 1976

Na področju družbenih in humanističnih ved:
- Vojan Rus za delo Etika in socializem
- Jaroslav Šašel s sodelavci za delo Arheološka najdišča Slovenije, SAZU, 1975
- Mirko Jurak za delo Dileme parabolične umetnosti
- Ignacij Voje za delo Kreditna trgovina u srednjovjekovnom Dubrovniku
- Franc Zadravec za delo Agonija veljakov
- Vladimir Klemenčič za dela Kritika uradnih avstrijskih popisov prebivalstva v letih 1951 in 1961 in 1971 na slovensko manjšino in slovenščino kot občevalni jezik, Uradni avstrijski popisi prebivalstva po drugi svetovni vojni glede na slovensko manjšino in slovenščino kot občevalni jezik v luči zakona o popisu prebivalstva posebne vrste in Slovenska manjšina v Avstriji ob popisu prebivalstva posebne vrste 1976

### 1978
Na področju prirodoslovno-matematičnih ved:
- Andrej Hočevar in sodelavec Jože Rakovec za razpravo Splošni modeli circum-globalnega in kvazi-globalnega sevanja na hribih z enostavno geometrijsko obliko, objavljeno v dveh člankih leta 1977
- Danica Burg Hanžel za šest razprav s področja raziskav feromagnetikov, antiferomagnetikov in supraparamagnetikov s pomočjo mossbauerske spektroskopije, objavljenih v letih 1976 in 1977
- Matjaž Žaucer, Danilo Pumpernik in Milan Hladnik za dosežke pri teoretični obravnavi magnetnih lastnosti molekul
- Jože Šiftar in Peter Bukovec za delo s področja fluorometalatov, ki je zajeto v trinajstih publikacijah

Na področju tehniških ved:
- Mirko Opara za delo na področju mešanja tekočin v posodah z mešalom
- Mirko Čeh za dosežke na področju fizikalno - kemičnih preiskav škrobov
- Ivan Vizovišek, Uči Osredkar, Savo Lapanje in Tatjana Malavašič za dosežke s področja kemije in tehnologije polimerov, ki so skupaj s sodelavci objavili 14 publikacij
- Miloš Komac za dosežke s področja sinteze in karakteristike karbidnih in karbonitridnih trdin Ta, Hf, W in Mo

Na področju biotehniških in medicinskih ved:
- Nestor Klemenc, Janko Žust in Peter Vospernik za dela s področja fiziologije in patologije prehrane domačih živali, zajeta v 16 člankih v zadnjih dveh letih
- Janko Lešničar, Dušan Ferluga, Herbert Zaveršnik in Cvetka Krk za delo na področju virusnega hepatitisa
- Julija Smole za ekološke in fiziološke raziskave pri češnjah

Na področju družbenih in humanističnih ved:
- Jože Toporišič za delo Slovenska slovnica
- Ivan Toličič in Leon Zorman za delo Okolje in uspešnost učencev
- Vlado Benko za delo Mednarodni odnosi
- Marjan Britovšek za knjigo Boj za Leninovo dediščino
- Zdravko Klanjšček, Tone Ferenc, Ivan Ferlež, Jože Novak, Miroslav Stepančič, Alenka Nedog in Miroslav Stiplovšek za delo Narodnoosvobodilna vojna na Slovenskem 1941—1945

### 1979
Na področju prirodoslovno-matematičnih ved:
- Raša Pirc in Peter Prelovšek za delo s področja teorije feroelektričnih in strukturnih faznih prehodov ter neurejenih sistemov, zajeto v 8 publikacijah, objavljeno v letih 1977 in 1978
- Vito Turk, Igor Kregar in Majda Kopitar za dosežke s področja raziskav intracelularnih proteinaz, zajete v 7 člankih in 9 objavljenih referatih v letih 1977 in 1978
- Andrej Likar za raziskovalne dosežke pri proučevanju sevalnega zajetja nukleonov v področju veleresonance, zajete v 5 publikacijah, objavljenih v letih 1977 in 1978
- Jurij Zupan, Matej Penca, Bojan Barlič in Marko Razinger za dosežke s področja kemometrije, zajete v 11 publikacijah, objavljenih v letih 1977 in 1978

Na področju tehniških ved:
- Roman Modic, Janvit Golob, Tine Koloini, Janez Levec in Miha Žumer za dosežke s področja kinetike kemijsko tehnoloških procesov, zajete v 7 publikacijah, objavljenih v letih 1977 in 1978
- Marija Trontelj za dosežke na področju raziskovanja sodobnih sintranih tehničnih materialov, pomembnih zlasti v elektrotehniki, zajete v 6 člankih, objavljenih v letih 1977 in 1978
- Rudolf Rajar za delo Dinamika poplavnih valov v naravnih rečnih strugah, zajeto v 10 člankih
- Blaženko Koroušič in Jože Rodič za dela na področju uvajanja postopka pretaljevanja jekla pod žlindro

Na področju biotehniških in medicinskih ved:
- Franc Erjavec za raziskave s področja histamina in posebej za delo Primerjava zalog histamina v pljučih in slinavki, 1978
- Viktor Petkovšek za delo J. A. Scopoli, njegovo življenje in delo v slovenskem prostoru, SAZU 1978
- Katica Drobne za delo Paleogenske alveoline iz Slovenije in Istre, - Schweizerische Paläontologische Abhandlungen, 99, str. 1-132, Basel 1977
- Janez Pogačar za delo, ki obravnava uvajanje najprimernejših modelov selekcije in metod ocenjevanja plemenske vrednosti goveda, zajeto v 7 domačih in tujih publikacijah, objavljenih v letih 1977 in 1978
- Marko Lavrič in Jelka Bergant Dolar za delo s področja fiziologije in patologije funkcije dojke, zajeto v 18 publikacijah

Na področju družbenih in humanističnih ved:
- Ivan Andoljšek za delo Naš začetni bralni pouk in učbeniki zanj
- Ernest Petrič za delo Mednarodno varstvo narodnih manjšin
- Milan Ževert za delo Narodnoosvobodilni boj v Šaleški dolini
- Andrej Kirn za delo Marxovo razumevanje znanosti in tehnike

### 1980
Na področju prirodoslovno-matematičnih ved:
- Boštjan Žekš za pomembne raziskovalne dosežke na področju faznih prehodov v kondenzirani materiji, podane v 19 objavljenih delih v letih 1978 in 1979
- Slobodan Žumer za pomembne raziskovalne dosežke s področja jedrske spin-mrežne relaksacije, objavljene v letih 1978 in 1979
- Ivan Bratko za raziskovalne dosežke s področja hevrističnega reševanja problemov in nepostopkovnega programiranja
- Rado Ilić, Mitja Najžer, Jože Rant, Marjan Humar in Anton Podgornik za pomembne raziskovalne dosežke s področja avtoradiografije z detektorji jedrskih sledi in nevtronske radiografije v metalurgiji

Na področju tehniških ved:
- Lija Rijavec za pomembne raziskovalne dosežke v razpravi Tortonska in sarmatska mikrofavna v zahodnem delu Slovenskih goric
- Anton Zalar za pomembne raziskovalne dosežke na področju spektroskopije Augerjevih elektronov
- Miran Saje za pomembne raziskovalne dosežke na področju nelinearne mehanike trdnih teles
- Leon Kos in sodelavci Bogomil Jenko, Jože Kanduč, Nikola Panić, Ignacij Golob, Safet Medjedović in Oton Mikulič za pomembne raziskovalne dosežke na področju teleinformacijskega sistema TI-30

Na področju biotehniških in medicinskih ved:
- Jože Trontelj za soavtorstvo pri monografiji Mikroelektromiografija, ki je izšla leta 1979 v Angliji

Na področju družbenih in humanističnih ved:
- Janko Prunk za delo Pot krščanskih socialistov v Osvobodilno fronto slovenskega naroda
- Vladimir Murko za delo Javne finance in finančni sistem SFRJ
- Igor Vrišer za delo Regionalno planiranje
- Damjan Prelovšek za delo Josef Plečnik, Wiener Arbeiten von 1896 bis 1914 (Jože Plečnik - Dunajska dela od 1896 do 1914)
- Miha Ribarič za delo Delegatski sistem kot sredstvo integracije dela in politike
- Franc Rozman za delo Socialistično gibanje na slovenskem Štajerskem
- Lojze Sočan za delo Pot v gospodarsko razvitost
- Tomo Korošec, Stanko Petelin, Stane Suhadolnik, Polde Štukelj in Jože Švigelj za delo Vojaški slovar

### 1981
Na področju prirodoslovno-matematičnih ved:
- Marko Zupan, Boris Šket in Ana Gregorčič za pomembne raziskovalne dosežke na področju fluoriranja organskih molekul s ksenonovim difluoridom in fotokemijske transformacije fluorosubstituiranih spojin
- Adrijan Levstek in Cene Filipič za dosežke na področju dielektrične spektroskopije
- Jurij Brenčič in Ivan Leban za delo s področja kemije kroma, molibdena in volframa, ki je zajeto v desetih publikacijah
- Albert Prodan za dela s področja prehoda red - nered v nekaterih anorganskih kristalih

Na področju tehniških ved:
- Ljubo Bizjak za raziskave vpliva nastavnih kotov pločevinastih loput pri Francisovih gonilnikih
- Stane Pejovnik za raziskave sintranja v prisotnosti tekoče faze
- Ladislav Kosec, Vito Garbajs in Franc Roethel za raziskave dogajanj na anodi in katodi pri elektroerozivni obdelavi kovin (EDM postopek)
- Zdravko Petkovšek za raziskave o posebnih meteoroloških razmerah v kotlinah
- Andro Alujevič in Leopold Škerget za dela s področja metod simultane analize temperatur in napetosti v gorivnih elementih in reaktorskih tlačnih vodih

Na področju biotehniških in medicinskih ved:
- Miloš Pavlič za pomembne raziskovalne dosežke o vlogi vode pri encimskih reakcijah
- Mitja Zupančič za delo Smrekovi gozdovi v mraziščih dinarskega gorstva Slovenije

Na področju družbenih in humanističnih ved:
- Primož Simoniti za delo Humanizem na Slovenskem in slovenski humanisti do srede XVI. stoletja
- France Vreg za delo Javno mnenje in samoupravna demokracija
- Stane Južnič za delo Kolonializem in dekolonizacija
- Mirko Ramovš za delo Plesat me pelji - plesno izročilo na Slovenskem

### 1982
Na področju prirodoslovno-matematičnih ved:
- Milan Potokar za pomembna dela na področju proučevanja sevalnega zajetja hitrih nukleonov
- Franc Gubenšek, Federico Aragon, Ana Ritonja in Jelka Zupan za raziskave strukture in funkcije beljakovin
- Bojan Držaj, Vida Pirnat Šmuc, Stanko Hočevar, Andrej Zajc in Milan Slokan za raziskave naravnih in sintetičnih zeolitov
- Saša Svetina za razprave s področja teoretične biofizike celice
- Borut Lavrenčič, Martin Čopič in Marko Zgonik za raziskave dinamike faznih prehodov s sipanjem laserske svetlobe

Na področju tehniških ved:
- Igor Grabec za pomembne raziskovalne dosežke na področju akustične emisije v mehansko obremenjenih snoveh
- Alojz Kralj, Tadej Bajd, Rajko Turk, Helena Benko, Martin Štefančič in Janez Šega za izjemne znanstvene in klinične dosežke na funkcionalni električni stimulaciji paraplegičnih bolnikov
- Milan Dular, Boris Mejač, Marjan Rejic, Milenko Roš in Jana Zagorc Končan za izdelavo metodologije kemijsko-bioloških preiskav odpadnih vod
- Ludvik Gyergyek, Krunoslav Turkulin, Damjan Zazula, Iztok Gabrovec, Marjan Vezjak, Franc Solina, Franc Jager, [Janez Trontelj]], Nikola Pavešić, Slobodan Ribarič, Vojko Valenčič in Aleksander Janežič za razvoj mikroprocesorskega analizatorja EKG

Na področju biotehniških in medicinskih ved:
- Miroslav Brzin, Zoran Grubič, Tomaž Kiauta, Anamarija Klinar Vister in Janez Sketelj za dela, ki obravnavajo nevrokemična dogajanja v živčnomišičnem in ganglijskem stiku
- Ivanka Brglez za proučevanje Streptococcus agalactiae kot povzročitelja okužb pri govedu in Ijudeh
- Dušan Keber, Mojca Stegnar in Irena Keber za pomembne raziskovalne dosežke s področja tromboze in ateroskleroze
- Borut Belec za razprave in študije o geografskih značilnostih razvoja vinogradov, sadovnjakov in hmeljišč v Sloveniji

Na področju družbenih in humanističnih ved:
- Emilijan Cevc za delo Kiparstvo na Slovenskem med gotiko in barokom
- Ciril Ribičič za delo Izvršni svet v delegatskem skupščinskem sistemu Jugoslavije
- Marko Kerševan za delo Razredna analiza in marksistična družbena teorija
- Rudi Rizman za delo Marksizem in nacionalno vprašanje

### 1983
Na področju naravoslovno-matematičnih ved:
- Marija Vilfan, Vinko Rutar in Janez Seliger za pomembne dosežke na področju raziskav smektičnih tekočih kristalov z metodo jedrske magnetne resonance
- Slavko Pečar, Milan Schara, Marjeta Šentjurc, Anton Štalc in Andrej O. Župančič za raziskave strukture acetilholinesteraze
- Miha Drofenik za dela, ki obravnavajo sintezo in karakterizacijo magnetnih faz na osnovi Fe2O3 in polprevodne keramike na osnovi BaTiO3
- Mitja Rosina, Norma Mankoč Borštnik, Mirjam Cvetič Krivec in Bojan Golli za raziskave interakcije med nukleonoma in dibarionske resonance v kvarkovskem modelu

Na področju tehniških ved:
- Dušan Kodek za izjemne znanstvene dosežke na področju digitalnega procesiranja signalov
- Igor Emri za raziskovalno delo na področju mehanike polimerov
- Anton Šebenik za originalen prispevek k poznavanju reakcijskih mehanizrnov kompleksne polikondenzacije
- Boris Vedlin, Jože Žakelj in Miran Kranjc za raziskovalno delo na področju 40 Hz Nd-YAG laserja z elektrooptičnim preklopnikom Q

Na področju biotehniških in medicinskih ved:
- Lidija Andolšek Jeras, Juče Kovačič, Mateja Kožuh Novak in Bartram Litt za raziskavo Vpliv hormonskih kontracepcijskih tablet na pojavljanje raka na materničnem vratu in njegovih predstopenj
- Aleksa Cimerman, Marin Berovič, Jožica Friedrich, Katarina Jernejc, Matic Legiša, Cvetka Kovač in Anton Perdih za biološke, biokemijske in biotehnološke raziskave glive Aspergillus niger
- Drago Meze za preučevanje hribovskih kmetij na Slovenskem s posebnim ozirom na območje Gornje Savinjske doline
- Lojze Marinček za delo Gozdne združbe na klastičnih sedimentih v jugovzhodni Sloveniji

Na področju družbenih in humanističnih ved:
- Matjaž Kmecl za deli Rojstvo slovenskega romana in Fran Levstik
- Valentin Kalan za delo Dialektika in metafizika pri Aristotelu
- France Filipič za delo Poglavja iz revolucionarnega boja jugoslovanskih komunistov 1919 – 1939
- Anton Perenič za delo Relativna samostojnost prava (prispevek k marksistični teoriji prava)

### 1984
Na področju naravoslovno-matematičnih ved:
- Mitja Kregar za pomembna dela na področju fizike atomov
- Darja Gantar in Boris Frlec za delo na področju kovinskih (II) heksafluoroarzenatov (V) in heksafluorouranatov (V)
- Gorazd Vesnaver, Dušan Bratko in Vojko Vlachy za dela s področja raztopin polielektrolitov
- Božidar Brudar za delo na področju neporušnih preiskav z elektromegnetnim poljem

Na področju tehniških ved:
- Tomaž Kosmač za raziskave transformacijskega utrjevanja keramičnih materialov
- Branko Gašperšič, Stojan Petelin in Ljubo Fabjan za raziskave toplotne snovne izmenjave padca tlaka pri protitoku vode in zraka
- Boris Velenšek za raziskave prostorskega toka v aksialnih turbinskih strojih
- Stane Droljc in Damijana Dimic za raziskovalno delo na področju sinteze in karakterizacije kalcijevih sulfoaluminatov kot osovnih mineralni komponent ekspanzivnih in neskrčljivih cementov ter raziskave procesov hidratacije

Na področju biotehniških in medicinskih ved:
- Primož Schauer, Alojz Suhar, Janez Škrk in Miha Likar za raziskovalno delo o antitumorskem delovanju interferona na molekularni in celični ravni
- Franc Lobnik in Arso Škorič za delo Specifične dinamske oblike (konkrecije in prevleke strukturnih agregatov) v istrskih jerinah
- Gregor Cevc, Pavel Cevc, Nenad Funduk, Čedomir Ravnik in Uroš Skalerič za raziskave zobne sklenine z metodo EPR

Na področju družbenih in humanističnih ved:
- Janek Musek za knjigo Osebnost
- Andrej Ule za delo Osnovna filozofska vprašanja sodobne logike
- Neven Borak, Ivan Kebrič, Marko Kranjec, Franc Kuzmin, Lovrenc Pfajfer in Marjan Simončič za raziskave s področja pripravljanja in uporabe ekonometričriih modelov slovenskega gospodarstva
- Vladimir Bračič za pomembne raziskovalne dosežke na področju geografije

### 1985
Na področju naravoslovno-matematičnih ved:
- Marijan Ribarič, Ivan Bizjak, Marko Bonač, Mitja Lakner, Boris Mitrovič, Zoran Radelj, Dame Stojanovski, Zoran Gaborovič, Pavel Ipavec, Primož Škoberne in Slavica Šmuc za vrhunski raziskovalni dosežek pri raziskavah na področju t. i. varne predstavitve eksperimentalnih podatkov
- Tomaž Pisanski za pomembne znanstvene dosežke na področju teorije grafov
- Cveto Klofutar in Špela Paljk za vrhunske dosežke s področja fizikalne kemije raztopin

Na področju tehniških ved:
- Janvit Golob, Viktor Grilc, Tine Koloini, Janez Levec in Miha Žumer za vrhunske raziskovalne dosežke na področju kemijskega inženirstva
- Savo Spaić, Alojz Križman in Anton Klemenčič za raziskave in razvoj malolegiranih bakrovih zlitin
- Emil Eberl za raziskavo tehničnih in tehnoloških parametrov za proizvodnjo drobnih vrst mineralnih surovin, s posebnim poudarkom na učinkovitost aditivov na te produkte in procese in za določitev sposobnih slovenskih premogov za briketiranje z uporabo domačih veziv
- Vasilij Prešern, Peter Bračun in Jože Arh za raziskovalne in inovativne dosežke pri uvedbi procesa vpihovanja prašnatih reaktantov v jekleno litino

Na področju biotehniških in medicinskih ved:
- Vinko Dolenc za uvajanje originalnih operativnih metod na področju možganskega ožilja
- Jurij Fettich, Valentin Fidler, Igor Kranjc, Miran Porenta, Darko Pungerčar in Peter Rakovec za dela s področja nuklearno medicinske kardiologije
- Leon Šenk za patomorfološke raziskave ulkusne bolezni pri prašičih
- Živa Majcen za raziskovalno delo na področju histokemije acetilholinesteraze

Na področju družbenih in humanističnih ved:
- Jasna Fischer za delo Čas vesolniga socialnega punta se bliža — Socialna in politična zgodovina delavskega gibanja v Ljubljani od začetkov do leta 1889
- Jože Boncelj za delo Zavarovalna ekonomika
- Zdravko Mlinar za delo Humanizacija mesta
- Gojko Stanič za deli Razvoj Marxove in Engelsove teorije partije in Članstvo revolucionarne avantgarde ter devet člankov
- Tone Cevc za delo Arhitekturno izročilo pastirjev, drvarjev in oglarjev na Slovenskem

### 1986
Na področju naravoslovno-matematičnih ved:
- Boris Navinšek, Anton Žabkar in Peter Panjan za raziskovalne dosežke s področja interakcij ionov in plazme s površinami trdnih snovi
- Janez Strnad za raziskave v fizikalni didaktiki
- Sergej Gomišček, Vida Hudnik in Marica Marolt Gomišček za pomembne raziskovalne dosežke na področju analizne kemije

Na področju tehniških ved:
- Lojze Vodovnik, Stanislav Rebenšek, Aneta Stefanovski, Ruža Ačimović Janežič, Milan Gregorič in Nuša Gros za delo Elektronske meritve spastičnosti in raziskave učinkov električne stimulacije na spastičnost
- Ivan Bratko, Nada Lavrač, Igor Mozetič, Bojan Čerček, Anton Grad, Matija Horvat in Primož Rode za sintezo znanja s kvalitativnim modeliranjem
- Miha Tomaževič in Roko Žarnić za raziskovalne dosežke s področja potresne problematike zidanih konstrukcij
- Marin Bajd za vrhunske raziskovalne dosežke s področja reševanja inverznega in direktnega problema toka v Francisovih turbinah

Na področju biotehniških in medicinskih ved:
- Marko Godina za vrhunske raziskovalne dosežke na področju mikrokirurgije
- Marjan Milohnoja, Marina Komar, Janez Marinšek, Darinka Doganoc in Ksenija Šinigoj za raziskave problematike Reziduov v živilih
- Franc Lukuč, Vjekoslav Simčič, Ruda Zorc Pleskovič, Olga Vraspir Porenta, Majda Pšeničnik, Peter Fras in Marjan Vozelj za raziskave vloge limfocitov pri nastanku fibroze stene črevesja po obsevanju
- Dušan Sket za raziskave nevrotransmiterskih sistemov v živčevju sesalcev
- Helena Hren Vencelj, Helena Meden Vrtovec, Tomaž Tomaževič, Martina Ribič Pucelj, Marija Pompe Tanšek in Žarka Žemva za oploditev jajčnih celic in vitro in prenos zarodka

Na področju družbenih in humanističnih ved:
- Janko Kos, Anton Ocvirk, Darko Dolinar, Aleš Berger, Katarina Bogataj Gradišnik, Kajetan Gantar, Miran Hladnik, Niko Kuret, Dušan Ludvik, Jože Munda, Vlasta Pacheiner Klander, Dušan Pirjevec, Denis Poniž, Dimitrij Rupel, Majda Stanovnik Blinc, Drago Šega in Marjeta Vasič za Literarni leksikon
- Slavko Splichal za raziskovalne dosežke s področja komunikologije
- Darja Mihelič za vrhunske raziskovalne dosežke na področju raziskovanja starejše zgodovine naših mest

### 1987
Na področju naravoslovno-matematičnih ved:
- Borka Jerman Blažič, Milan Randić in Irena Fabič za računalniške in graf-teoretične metode za napovedovanje bioloških odgovorov zdravilnih učinkovin
- Žiga Šmit za pomembna dela na področju atomske fizike - interakcije protonov
- Jože Brzin, Matjaž Kotnik, Brigita Lenarčič, Tatjana Popovič in Werner Machleidt za dosežke na področju lisozomalnih cisteinskih proteinaz in njihovih inhibitorjev
- Tine Valentinčič za delo Etološka študija kemorecepcije pri bradavičasti morski zvezdi Marthasterias glacialis: odnos med strukturo in aktivnost mlečne kisline, aminskih kislin in acetilholina

Na področju tehniških ved:
- Spomenka Beseničar za delo Tolmačenje vpliva mikrostrukture na magnetne lastnosti materialov
- Jože Furlan, Slavko Amon, France Smole in Zvone Klopčič za delo Optoelektrične lastnosti monokristalnega in amorfnega silicija
- Jadran Lenarčič, Bojan Nemec in Leon Žlajpah za raziskave na področju matematičnega modeliranja in upravljanja mehanizmov manipulacijskih robotov
- Anton Zalar za raziskave na področju analize globinskih profilov tankih plasti s spektroskopijo Augerjevih elektronov

Na področju biotehniških in medicinskih ved:
- Ivan Kreft, Branka Javornik in Borut Bohanec za raziskave genetskih dejavnikov razvoja kmetijskih rastlin
- Vito Vrbič, Janez Štupar in Anthony R. Byrne za delo Vpliv mikroelementov na zobni karies
- Srdjan Bavdek in Azra Pogačnik za raziskovalno delo na področju veterinarske morfologije

Na področju družbenih in humanističnih ved:
- Janez Orešnik za delo Študije v fonologiji in morfologiji sodobne islandščine
- Miroslav Glas za delo Delitev po delu v socialistični družbi
- Karel Zupančič za delo Dedno pravo
- Momčilo Zečević za delo Na zgodovinski prelomnici - Slovenci v politiki jugoslovanske države 1918-1929

### 1988
Na področju naravoslovno-matematičnih ved:
- Narcis Mršič za raziskovalne prispevke k favni Slovenije in Jugoslavije
- Gojmir Lahajnar za raziskave vode v strukturnih in bioloških materialih

- Dragoljub Mihailović za raziskave polprevodnikov in visokotemperaturnih superprevodnikov s sipanjem svetlobe

Na področju tehniških ved:
- Leopold Škerget za raziskave s področja uporabe numeričnega postopka robnih elementov za problem pretakanja tekočin ter prenosov toplote v trdninah in tekočinah
- Peter Fajfar in Matej Fischinger za raziskovalne dosežke na področju nelinearnega odziva armirano betonskih konstrukcij pri potresni obtežbi
- Bogdana Kurbus za vrhunske raziskovalne dosežke na področju razvoja silikatnih materialov
- Marko Šega, Stanko Strmčnik, Drago Matko, Borut Zupančič, Djani Juričić in Maja Atanasijević za raziskave na področju računalniško podprtega načrtovanja sistemov vodenja
- Lojze Trontelj in Janez Trontelj za metodologijo načrtovanja integriranih vezij

Na področju biotehniških in medicinskih ved:
- David B. Vodušek za raziskovalno delo in prispevek k razvoju nevrourologije
- Ivanka Brglez in Zlata Stropnik za pomembne rezultate pri načrtovanju zatiranja in preprečevanja okužbe s Str. agalactiae pri govedu predvsem pa pri človeku
- Andrej Hočevar in Lučka Kajfež Bogataj za originalne prispevke k dinamičnemu modeliranju produkcijske organske mase v odvisnosti od okolja v lokaciji in širšem prostoru
- Jože Drinovec, Aljoša Kandus, Rafael Ponikvar, Radoslav Kveder, Andrej Bren, Marko Malovrh, Janez Varl, Miha Benedik in Danilo Fliser za raziskovalne prispevke na področju učinkovitosti in kinetike pri različnih oblikah hemofiltracije

Na področju družbenih in humanističnih ved:
- Jože Mlinarič za delo Kostanjeviška opatija 1234–1786
- Ljubo Bavcon, Ivan Bele, Peter Kobe in Marijan Pavčnik za delo Kazenskopravno varstvo države in njene družbene ureditve (politični delikti)
- Slavoj Žižek za delo Jezik ideologija, Slovenci
- Jože Pirjevec za delo Tito, Stalin in Zahod

### 1989
Na področju naravoslovno-matematičnih ved:
- Jadran Faganeli, Neda Fanuko Kovačič in Alenka Malej za raziskave s področja spremljanja stanja morja in iskanje vzrokov za procese v njem
- Metka Luzar Vlachy za uporabo nove metode jedrske magnetne resonance brez magnetnega polja pri študiju ureditve in dinamike tekočih kristalov
- Karel Južnič in Štefica Fedina za razvoj radiokemijskih postopkov za določanje radionuklidov in uporaba teh v raziskovalne in aplikativne namene

Na področju tehniških ved:
- Marko Hrovat za raziskave in razvoj materialov za hibridno debeloplastno tehnologijo v mikroelektroniki in superprevodnih materialov
- Marjana Novič za pomembne dosežke na področju računalniške obdelave spektroskopskih podatkov
- Anton Šebenik, Majda Žigon in Uči Osredkar za pomembne dosežke na področju raziskave mehanizma nastanka in strukture polikondenzatov
- Roman Trobec, France Novak, Janez Korenini in Ludvik Gyergyek za raziskave na področju diagnostike večprocesorskih sistemov

Na področju biotehniških in medicinskih ved:
- Nada Gogala, Franc(i) Pohleven, Maja Kovač, Jana Žel, Maja Ravnikar in Marjana Camloh za pomembne raziskovalne dosežke na področju raziskav regulacije rasti in razvoja rastlin

Na področju družbenih in humanističnih ved:
- Niko Toš, Peter Klinar, Boštjan Markič, Zdenko Roter in Cveto Trampuž za delo Slovensko javno mnenje 1987 in druge znanstvene publikacije v letih 1987 in 1988
- Slavko Ciglenečki za delo Višinska utrdba iz časa 3. do 6. stol. v vzhodnoalpskem prostoru
- Filip Lipovec za delo Razvita teorija organizacije
- France Strmčnik za delo Sodobna šola v luči učne diferenciacije in individualizacije

Nagrade za izume in izboljšave: 
- Elza Leskovec za prispevek k intenzifikaciji vrtnarske proizvodnje
- Boris Stropnik za novo tehnologijo odpepeljevanja pri Termoelektrarni Šoštanj
- Aleksander Šiftar za pomembne raziskovalne dosežke na področju razmnoževanja rastlin in vitro
- Martin Lesjak in Jože Šnajder za avtomatsko računalniško merilno postajo META 789
- Andrej Banovec in Marija Kern za razvoj in proizvodnjo tankoplastnega senzorja relativne vlage
- Boris Orel, Zorica Crnjak Orel in Ištvan Radoczy za barvni premaz z visoko stopnjo dispergiranja oziroma kritja in postopek za njegovo pripravo in uporabo
- Jože Perne, Milan Kozole in Stanislav Miklavčič za sistem za merjenje, registracijo in obdelavo električne energije Iskramatic SEP 2
- Valentin Fioler, Milan Prepadnik in Peter Rakovec za inteligentni prožilnik za selektivno ventrikulografijo
- Franc Lipovšek, Brane Jenko, Franci Jeraj in Janko Pavlič za postopek za popolno ločljivost zmesi polisulfon-diklorometan
- Janko Žmitek, Alenka Hribar Kikelj, Ljubo Antončič in Anton Čopar za sintezo auranofina

### 1990
Na področju naravoslovno-matematičnih ved:
- Ivan Kobal za pomembne dosežke na področju raziskav naravne radioaktivnosti v Sloveniji
- Joso Vukman za pomembne dosežke na področju funkcionalne analize
- Milan Hodošček za pomembne dosežke na področju kvantno-kemijskih izračunov molekularnih kompleksov z upoštevanjem efekta medija

Na področju tehniških ved:
- Franc Schweiger za pomembne dosežke na področju vodnih strojev - turbin in črpalk
- Vladislav Rajkovič in Marko Bohanec za pomembne dosežke na področju računalniško podprtega odločanja z uporabo metod umetne inteligence
- Rihard Karba, Aleš Mrhar, Franc Kozjek in France Bremšak za pomembne dosežke na področju matematičnega modeliranja in računalniške simulacije v farmakokinetiki

Na področju biotehniških in medicinskih ved:
- Dušan Benčina za pomembne dosežke na področju poznavanja ptičjih mikoplazem
- Tamara Hudnik Plevnik, Helena Lenasi, Srečko Rainer in Stelio Rakar za pomembne dosežke na področju progesteronskih in estrogenskih receptorjev pri malignih obolenjih humanega endometrija
- Janez Sketlej, Neva Črne Finderle in Maja Bresjanc za pomembne dosežke na področju raziskav mehanizmov regeneracije mišic in živcev pri poskusni živali

Na področju družbenih in humanističnih ved:
- Anuška Ferligoj za delo Razvrščanje v skupine - Teorija in uporaba v družboslovju
- Božo Otorepec za delo Srednjeveški pečati in grbi mest in trgov na Slovenskem
- Janez Pečar za delo Formalno nadzorstvo

### 1991
Na področju naravoslovno-matematičnih ved:
- Rudi Podgornik za pomembne dosežke na področju teorijske biofizike - za študij interakcij med biološkimi makromolekulami
- Franc Gubenšek, Roman Jerala, Dušan Kordiš, Igor Kregar, Loulo Kroon Žitko, Ning-Sheng Liang, Jože Pungerčar, Borut Štrukelj in Mojca Trstenjak Prebanda za pomembne dosežke na področju kloniranja inhibitorjev proteinaz in fosfolipaz
- Nada Pipan, Kristijan Jezernik, Maksimilijan Sterle in Majda Pšeničnik za pomembne dosežke na področju morfološke in citokemične ultrastrukturne analize dinamike endomembranskega sistema
- Slovenko Polanc, Bojan Verčko, Marijan Kočevar, Andrej Petrič in Jurij Svete za pomembne dosežke pri raziskavah na področju organskih spojin

Na področju tehniških ved:
- Zoran R. Novaković za pomembne dosežke na področju raziskovanja teorije avtomatskega upravljanja z uporabo v robotiki
- Tatjana Malavašič za pomembne dosežke na področju uporabe diferenčne dinamične kalorimetrije in sinteze poliuretanskih ionomerov
- Tine Koloini za pomembne dosežke na področju kemijskega inženirstva
- Janez Holc za pomembna dela, ki obravnavajo raziskave in razvoj sodobnih materialov in komponent za elektroniko

Na področju biotehniških in medicinskih ved:
- Dušan Keber, Mojca Stegnar, Pavel Poredoš, Polona Peternel, Irena Keber in Viktor Videčnik za pomembne raziskovalne dosežke na področju tromboze in ateroskleroze
- Robert Zorec za pomembne dosežke na področju raziskav nevroendokrinologije

Na področju družbenih in humanističnih ved:
- Mirko Križman za delo Jezik kot socialni in nacionalni pojav. Primerjalno z jezikovnimi odnosi v Radgonskem kotu
- Biba Teržan za delo Starejša železna doba na slovenskem Štajerskem

Nagrada za izume:
- Marjan Špegel, Andrej Brodnik, Borut Lesjak, Slavko Mavrič, Vido Vouk za razvojni sistem IN-BED za programiranje mikroprocesorjev v Moduli-2